# Sotragero
Sotragero est une commune d'Espagne dans la communauté autonome de Castille-et-León, province de Burgos. Elle s'étend sur 5,49 km2 et comptait environ 273 habitants en 2011.